# Hubert Hämmerle

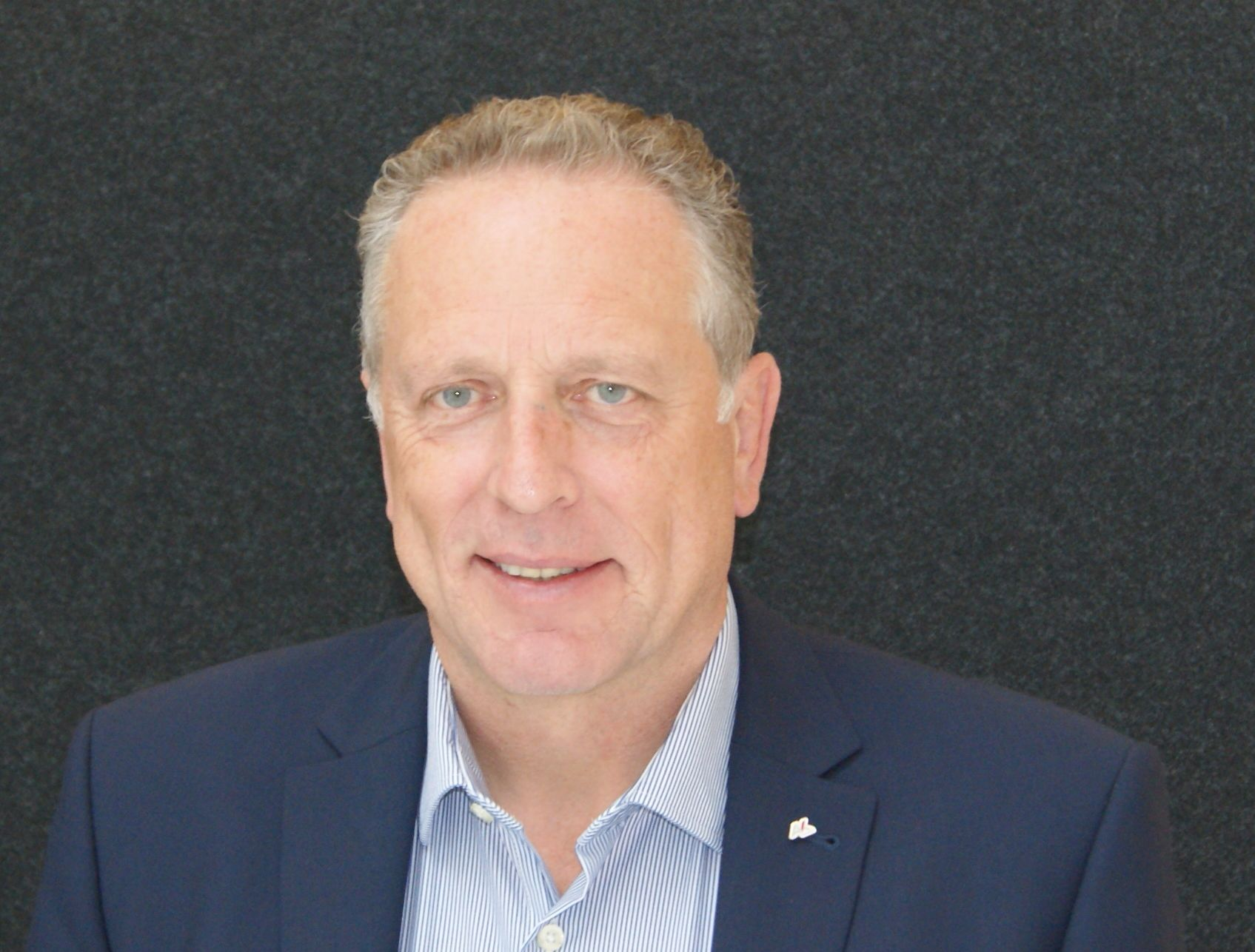
Hubert Hämmerle 2018

Hubert Hämmerle (* 23. Juni 1961 in Lustenau) ist ein österreichischer Gewerkschaftsfunktionär. Von 2006 bis 2022 war er Präsident der Arbeiterkammer Vorarlberg.

## Leben
Hubert Hämmerle begann nach dem Besuch der Pflichtschule eine Lehre als Mechaniker und Werkzeugmacher beim Beschlägehersteller Julius Blum in Höchst. Im August 1999 wurde er Assistent bei Egon Blum, der bis 2005 Mitglied der Geschäftsleitung der Julius Blum GmbH war und von 2003 bis 2008 Regierungsbeauftragter für Jugendbeschäftigung und Lehrlingsausbildung unter der Bundesregierung Schüssel II. Später war Hämmerle einer von drei freigestellten Betriebsräten bei Blum.
2004 wurde er Kammerrat in der Kammer für Arbeiter und Angestellte Vorarlberg und Vorsitzender des Bildungsausschusses der Arbeiterkammer. 2006 wurde er als Nachfolger von Josef Fink als ÖAAB-Kandidat zum Präsidenten der Arbeiterkammer Vorarlberg gewählt. Nach der Arbeiterkammerwahl im Jänner 2019 wurde er im März 2019 von der Vollversammlung der Vorarlberger Arbeiterkammer mit den Stimmen von 57 von 70 Kammerräten (81,43 Prozent) erneut zum Präsidenten gewählt, Vizepräsidenten wurden erneut Manuela Auer, Bernhard Heinzle und Jutta Gunz.
Ende September 2022 wurde sein Rückzug nach 16 Jahren im Amt als AK-Präsident bekannt. Der bisherige AK-Vizepräsident und GPA-Geschäftsführer Bernhard Heinzle wurde am 3. November 2022 zu seinem Nachfolger gewählt.
Hubert Hämmerle ist verheiratet und Vater von drei Kindern.

## Auszeichnungen
- 2023: Großes Silbernes Ehrenzeichen für Verdienste um die Republik Österreich[7][8]
- 2023: Goldenes Ehrenzeichen des Landes Vorarlberg[9][10]